# Margaret River
Pour les articles homonymes, voir Margaret River (homonymie).
La Margaret River est un fleuve côtier situé sur la côte méridionale de l'Australie-Occidentale, qui se jette dans l'océan Indien.

## Géographie
La longueur de son cours d'eau est de 60 km. La superficie de son bassin versant est de 40 km2. Le fleuve qui traverse la ville de Margaret River, à 277 km au sud-sud-est de Perth, prend sa source 45 km à l'est et va se jeter dans l'océan Indien, à mi distance entre cap Naturaliste et cap Leeuwin. Après la ville de Margaret River, le fleuve s'appelle aussi Scott River.

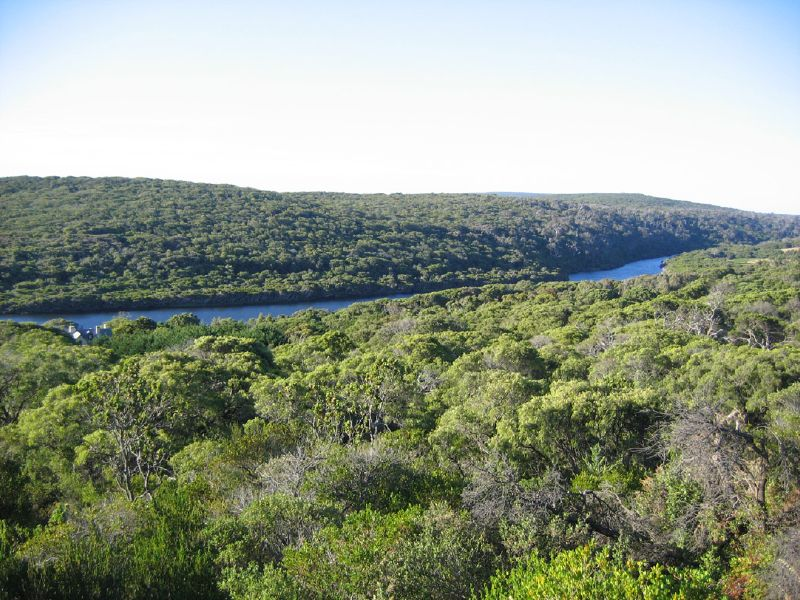
La Margaret River en Australie-Occidentale